# Ceremonia sangrienta
Ceremonia sangrienta és una pel·lícula espanyola de gènere fantàstic, dirigida pel cineasta català Jordi Grau i Solà i estrenada en 1973.

## Sinopsi
La història centra la seva atenció en la vida de la comtessa hongaresa Erzsébet Báthory, més coneguda com La Comtessa sagnant. Erzsébet Báthory va buscar en la seva maduresa el remei contra el pas del temps i l'envelliment. Per a aconseguir-ho, va matar centenars de joves verges i es va banyar en la seva sang.
Protagonitzada per Lucia Bosè, interpretant a la descendent de la comtessa del mateix nom, i Espartaco Santoni, com el seu espòs, la pel·lícula aconsegueix mantenir l'ambigüitat de la història i el misteri fins a arribar a un final esclaridor alhora que dur. Està rodada al Castell de Castilnovo (Segòvia) i a Nuevo Baztán (Madrid).

## Repartiment
- Lucia Bosè - Comtessa Erzsébet Báthory
- Espartaco Santoni - Marquès Karl Ziemmer
- Ewa Aulin - Marina
- Ana Farra - Nodrissa
- Silvano Tranquilli - Metge
- Lola Gaos - Carmilla
- Enrique Vivó - Alcalde
- María Vico - Maria Plojovitz
- Ángel Menéndez - Magistrag
- Adolfo Thous - Jutge
- Ismael García Romen - Capità
- Raquel Ortuño - Irina
- Loreta Tovar - Sandra